# A. J. Griffin
Arthur Joseph Griffin, ameriški bejzbolist, * 28. januar 1988, El Cajon, Kalifornija, ZDA.
Griffin je poklicni metalec in je trenutno član ekipe Texas Rangers.

## Univerzitetna kariera
Griffin je obiskoval Univerzo v San Diegu in tam igral za ekipo »Torreros« (»bikoborcev«).

## Poklicna kariera
Griffin je bil s strani ekipe iz Oaklanda izbran v 13. krogu nabora lige MLB leta 2010.
V ligi MLB je debitiral 24. junija 2012 na tekmi proti ekipi San Francisco Giants. V šestih menjavah je zbral 2 teka, 3 udarce v polje, zbral 4 izločitve z udarci in dovolil prost prehod na bazo. 